# Bustea
Bustea (în ucraineană Буштино, transliterat: Buștîno, în maghiară Bustyaháza) este o așezare de tip urban din raionul Teceu, regiunea Transcarpatia, Ucraina. În afara localității principale, nu cuprinde și alte sate.

## Demografie
Componența lingvistică a așezării de tip urban Bustea
     Ucraineană (93,77%)
     Maghiară (3,62%)
     Rusă (2,17%)
     Alte limbi (0,25%)
Conform recensământului din 2001, majoritatea populației așezării de tip urban Bustea era vorbitoare de ucraineană (93,77%), existând în minoritate și vorbitori de maghiară (3,62%) și rusă (2,17%).